# Oleg Mitiaïev
Oleg Iourievitch Mitiaïev (en russe : Олег Юрьевич Митяев), né en 1974 à Orenbourg, est un lieutenant général russe, engagé pendant l'invasion russe de l'Ukraine.

## Biographie
Oleg Mitiaïev est le commandant de la 150e division de fusiliers motorisés de l’armée russe de 2020 à 2023.
L'Ukraine déclare qu'il a été tué le 15 mars 2022, apparemment par le bataillon Azov, alors qu'il participe au siège de Marioupol lors de l'invasion russe de l'Ukraine,. Sa mort est finalement démentie en décembre 2024, alors qu'il est toujours en service. Depuis mai 2024, il est commandant de la 20e armée interarmes de la Garde.
Le 9 décembre 2024, il est promu au grade de lieutenant général.